# フォート・ミズーラ抑留キャンプ
フォート・ミズーラ抑留キャンプ（Fort Missoula Internment Camp）は、第二次世界大戦時にアメリカ合衆国モンタナ州ミズーラ近郊で運営された収容キャンプ。
1941年、アメリカ先住民との争いのために1877年に建設されたフォート・ミズーラを収容所として使用。被抑留者は、イタリア系アメリカ人1,200人、日系アメリカ人650人。

## 参照・外部リンク
- フォート・ミズーラ歴史博物館
- Presumed Guilty - Missoulian Article
- Missoulian Interview with a former Internee

座標: 北緯46度50分34秒 西経114度03分29秒 / 北緯46.84278度 西経114.05806度